# زواج المثليين في السويد
أصبح زواج المثليين قانونيا في السويد قانونياً منذ 1 مايو عام 2009، وذلك بعد اعتماد البرلمان السويدي قانون زواج جديد محايد جنسيا بتاريخ 1 أبريل عام 2009، جاعلاً السويد الدولة السابعة في العالم والخامسة في أوروبا التي تقوم بفتح الزواج للأزواج المثليين على الصعيد الوطني. بقيت الشراكات المسجلة النافذة معمولاً بها، ويمكن تحويلها إلى زواج إذا ما رغب طرفا الشراكة المسجلة في ذلك، إما عبر طلب خطي أو من خلال حفل رسمي. وأصبح من غير الممكن إبرام شراكات مسجلة جديدة بعد ذلك، وأصبح الزواج الشكل الوحيد من أشكال الاتحاد المُعترف به للأزواج بغض النظر عن الجنس.
صوّت مجلس محافظي كنيسة السويد بنسبة 176-62 بتاريخ 22 أكتوبر عام 2009 لصالح السماح لكهنة الكنيسة بأن يزوجوا الأزواج المثليين في احتفالات كنيسيّة جديدة محايدة الجنس، وتضمن ذلك استخدام مصطلح «زواج». وقد بدأت كنسية السويد بإجراء زواج المثليين منذ 1 نوفمبر عام 2009.

## التاريخ

### الشراكة المسجلة
مُنِحت الشراكات المسجلة
(بالسويدية: registrerat partnerskap) في السويد عام 1995. وقد صُدّقَ عليها في شهر يونيو من عام 1994 بتصويت 171 لصالح مشروع القانون مقابل 141 ضده (171-141)، ودخل القانون حيز التنفيذ بتاريخ 1 يناير عام 1995. وبذلك أصبحت السويد ثالث بلد يعترف قانونياً بالاتحادات المثلية، بعد الدنمارك والنرويج.
ضَمِنت الشراكات المسجلة مجموعة كاملة من الحماية والمسؤوليات والاستحقاقات القانونية مثل الزواج، بما في ذلك التبني والترتيبات الخاصة بالطلاق التي انحصر توفرها للشركاء المثليين. واستطاع المسجلون بالشراكات المثلية التبني بصورة مشتركة. كما سُمِح بالتخصيب في المختبر للزوجات من المثليات عام 2005. وكان لغير السويديين ممن كانوا مقيمين بصورة قانونية في البلاد الحق في الدخول بشراكات مسجلة منذ عام 2000.
يكمن الفارق الأساسي بين الشراكة المسجلة والزواج هو أن كلاً منهما خصتها قوانين منفصلة عن الأخرى، كما أن الشراكات المثلية كانت مسألة مدنية ولا يمكن إجراؤها من خلال سلطة الكنيسة. اشتكت منظمات الدفاع عن حقوق المثليين من عدم المساواة في هذ الشأن، مطالبين بسن قانون زواج محايد جنسياً. وقالوا إنهم يرغبون في قانون زواج محايد جنسياً ينص على أن الزواج لا يمكن أن يتم إلا من قبل الدولة، كما هو الحال في العديد من البلدان الأخرى، وليس النظام الحالي الذي تتمتع فيه الكنائس بسلطة (قانونية) في زواج الأفراد، لأن هذا من شأنه تعزيز فصل الكنيسة عن الدولة.
وللسويد أيضاً عقد زواج ذو قانون عام منفصل وأكثر محدودية للأزواج المثليين وللأزواج المغايرين من غير متزوجين وغير المسجلين على حدٍ سواء. منذ عام 1988 حتى عام 2003 كان هناك قانونان مختلفان: واحد للأزواج المغايرين والثاني للأزواج المثليين، والذي توحد بعد ذلك ليصبح قانوناً واحداً. إن هذا القانون العام «للزواج» مفتوح لغير السويديين؛ وهذا ما يعني أنه لا يجب على الفرد أن يكون متزوجاً للانتقال إلى السويد للعيش مع شريكه.

### زواج المثليين
أنشأ البرلمان السويدي عام 2004 لجنة للبحث في إمكانية فتح الزواج للشركاء المثليين. أيد التقرير الذي صدر في شهر مارس عام 2007 اقتراح سنّ قانون زواج محايد للجنس وإلغاء قانون الشراكة المسجلة (حيث سيتم تحويل الشراكات المسجلة تلقائياً إلى زواج)، في حين منح «مخرج» للمؤسسات الدينية التي من شأنها أن تسمح لهم برفض تزويج الأزواج من نفس الجنس. كانت النقطة الأخيرة هذه مثيرة للجدل بشكل كبير وأدت لزيادة الدعوات لقانون زواج مدني فقط. كما اقترحت اللجنة أن تدخل الحكومة التغييرات في حيز التنفيذ بتاريخ 1 يناير عام 2008.
كانت ستة من الأحزاب السياسية السبعة في البرلمان السويدي لصالح هذا الإصلاح. فكان حزب اليسار والخضر والحزب الاشتراكي الديمقراطي وحزب الشعب الليبرالي والمعتدلين (المحافظين السويديين) وحزب الوسط. وعارض الحزب المسيحي الديمقراطي الفكرة، في حين عبّر المعتدلون الليبراليون/المحافظون عن دعمهم في مؤتمر الحزب عام 2007. وافقت غالبية السويديين على زواج المثليين، ولكن كان هناك بعض المعارضة القوية من طرف منظمات دينية وجماعات ممن تصف أنفسها بأنها «موجهة للأسرة».
اشتكى الكثيرون من بطء تقدم العملية الحكومية لتغيير الشراكة لتصبح زواجاً، ولا سيما أن هذين النوعين من الاتحادات كانت أساساً ذاتها واعتبر العديد التغيير أمراً طبيعياً ولا مفر منه. وقالوا بأنه لا يوجد صحة للحجة القائلة أن زواج المثليين من شأنه أن يهدد زواج المغايرين لأن زواجاً محايداً للجنس لن يكون له تأثير أكبر على المجتمع من القانون الحالي وجادلوا بأنه وببساطة مسألة مبدأ والمساواة. أما بالنسبة للمعارضة، فرأوا بأنها تُشكل تهديداً للقيمة الرمزية للزواج.

#### تحدي قانوني
أفادت مصادر إعلامية يوم 12 مايو عام 2008 أن زوجتين مثليتين تزوجتا فيكندا قد رفعتا تحديا قضائيا ضد الحكومة السويدية في المحكمة بسبب رفض الأخيرة الاعتراف بعلاقتهما باعتبارها زواجاً. على الرغم من قيام محكمة أدنى - بما في ذلك محكمة الاستئناف - برفض النظر في القضية، إلّا أن المحكمة الإدارية العليا وهي أعلى محكمة إدارية في السويد وافقت على النظر في القضية. جادلت الزوجتان على وجوب الاعتراف بزواج المثليين في السويد لتوافقه مع القانون الكندي، بغض النظر عن حقيقة عدم وجود أي أساس قانوني لذلك بموجب القانون السويدي الحالي. قضت المحكمة في 18 ديسمبر 2008 بأن مصلحة الضرائب السويدية لم تقم بانتهاك أي قواعد كون أن تعريف الزواج بموجب القانون السويدي آنذاك هو اتحاد رجل واحد وامرأة واحدة، وكان يُعترف بالعلاقات المثلية باعتبارها شراكة مسجلة.

#### التصويت على زواج المثليين
تألفت الحكومة حينها من حزب الاعتدال وحزب الوسط وحزب الشعب الليبرالي والحزب المسيحي الديمقراطي. كانت ردة فعل وزيرة العدل السويدية بياتريس آسك المسؤولة عن المسألة إيجابية عندما قدمت اللجنة نتائجها. لم يكن واضحاً كيف كان سينتهي التشريع إذا كان أحد شركاء الائتلاف الحكومي ضده. قالت قائدة الحزب الديمقراطي الاشتراكي أنها ستقدم مشروع قانون في البرلمان إذا لم تتمكن الحكومة من التوحد بشأن القضية.
أعلن كل من حزب الخضر وحزب اليسار والحزب الاشتراكي الديمقراطي في أوائل أكتوبر من عام 2007 عن رغباتهم في بذل جهود لتقديم مذكرة معارضة للبرلمان لتشريع زواج المثليين في البلاد.
دعم حزب الاعتدال رسمياً زواج المثليين بتاريخ 27 أكتوبر عام 2007، ما يعني أن الحزب المسيحي الديمقراطي أصبح الحزب الوحيد الذي يعارض القانون في البلاد. صرح زعيم الحزب المسيحي الديمقراطي يوران هغلوند في مقابلة على إذاعة سويدية: «موقفي هو أنه قد تم تكليفي من قبل الحزب للمجادلة بأن الزواج هو للرجال والنساء...وعندما نناقش ذلك بين الأحزاب نحن منفتحون بشكل طبيعي وحساسون لحجج بعضنا البعض وسنرى ما إذا كنا نستطيع العثور على خط يسمح لنا بالعمل معاً».
وافقت كنيسة السويد في 12 ديسمبر عام 2007 على تزويج الأزواج من نفس الجنس في الكنيسة، ولكنها أوصت بأن يكون استخدام مصطلح ''الزواج'' مقتصراً على الأزواج المغايرين. وقد سألت الحكومة الكنيسة لإبداء رأيها في هذا الشأن قبل إدخال التشريع في أوائل عام 2008. وفقاً لما أصدرته الكنيسة في تصريح لها: «إن الزواج والشراكات (المثلية) هي أشكال متكافئة من الاتحادات. ولذلك فإن المجلس المركزي لكنيسة السويد يوافق على مقترح ضم تشريع الزواج والشراكات في قانون واحد». «وبحسب مجلس كنيسة السويد فإن كلمة» زواج«وجب استخدامها فقط للعلاقة ما بين امرأة ورجل».
أعلن اثنان من السياسيين البارزين في الحزب المسيحي الديمقراطي في 14 يناير 2008 عن وقوفهما ضد الحزب ودعمهم لحق زواج المثليين.
أشارت تقارير إلى أن الحكومة ستطرح مشروع قانون زواج المثليين في أوائل عام 2008. ومع ذلك لم تكن الحكومة مستعدة لاقتراح مشروع القانون؛ ويرجع ذلك على الأرجح بسبب معارضة الحزب المسيحي الديمقراطي من داخل التحالف الحكومي الحاكم المؤلف من أربعة أحزاب وسط-يمينية بالرغم من كونه الحزب الوحيد المعارض للقانون. بعد انهيار مفاوضات التسوية ومواجهة مهلة برلمانية استعدت الحكومة في أواخر أكتوبر 2008 لتقديم مشروع القانون للاقتراع الحر.
تم طرح مشروع قانون في البرلمان السويدي في 21 يناير 2009، لجعل المفهوم القانوني للزواج محايداً جنسيا. وقد تم تمرير مشروع القانون في 1 أبريل ودخل حيز التنفيذ في 1 مايو من نفس العام. وحصل مشروع القانون على تأييد جميع الأحزاب باستثناء الحزب المسيحي الديمقراطي وعضو واحد من حزب الوسط. حيث حصل مشروع القانون على 261 صوتاً مؤيداً و22 صوتاً معارضاً وامتنع 16 عن التصويت (261-22-16).

#### كنيسة السويد
اُنتخِبت إيفا برون وكُرِست لتصبح أول أسقف امرأة لوثرية لمدينة ستوكهولم عام 2009. وهي تعتبر أول امرأة أسقف مثليَّة الجنس في العالم، وأول أسقف من كنيسة السويد تعيش في شراكة مسجلة مثلية مع شريكتها.
صوتت جمعية كنيسة السويد بتاريخ 22 أكتوبر 2009 (والتي لم تعد الكنيسة الوطنية، ولكن كانت موافقتها على مشروع قانون زواج المثليين مهمة ليؤدي القانون الجديد غرضه بسلاسة) بالأغلبية لصالح مباركة الكنيسة لزواج المثليين، بما في ذلك استخدام مصطلح الزواج. لتصبح أول كنيسة مسيحية كبيرة في السويد تتخذ هذا الموقف من زواج المثليين. وعبَّر رئيس أساقفة أوبسالا أندرس وجريد عن سعادته بالقرار. بينما أعربت ثاني وثالث أكبر الطوائف المسيحية في البلاد، وهما الكنيسة الكاثوليكية وحركة الخمسينية في السويد عن «خيبة أملهما» من قرار كنيسة السويد. وكانت رابطة مسلمي السويد (SMF) قد صرَّحت سابقاً عن عدم قيام أي إمام بتزويج شخصين مثليين.
أعرب رئيس الوزراء السويدي ستيفان لوفن في يونيو 2017 أنه لا يعتقد بأنه ينبغي السماح لأحد القَساوسة العاملين في كنيسة السويد برفض تزويج الأزواج المثليين.

#### إحصائيات
أصدرت هيئة الإحصاء السويدية (بالسويدية: Statistiska centralbyrån، اختصاراً: SCB) في يوليو عام 2013 تقديرات حول عدد الأشخاص الذين تزوجوا من شريك مثلي منذ تقنين زواج المثليين في البلاد عام 2009. ووجدت الهيئة أنه في جميع الولايات القضائية (الأقاليم) السويدية (كمحافظة ستوكهولم) حدثت حالات زواج مثلي بين الزوجات من المثليات الإناث أكثر من حالات زواج مثلي بين الأزواج من المثليين الذكور. وعُقِدت حتى يوليو 2013، 4,521 حالات زواج مثلي بين المثليات من الإناث في السويد، بالمقارنة مع 3,646 حالات زواج مثلي بين المثليين من الذكور. ويرجع سبب الفرق لزواج المثليات من الإناث إلى عدم إدراج هيئة الإحصاء السويدية إلى حالات زواج الأجانب في الإحصاءات. جرت معظم حالات الزواج في كل من محافظة ستوكهولم ومحافظة فسترا يوتالاند ومحافظة اسكونه ومحافظة اوبسالا.

## الرأي العام
وجد استطلاع للرأي قامت بإجراءه يوروباروميتر في خريف عام 2006 أن نسبة 71% من السويديين تدعم تشريع زواج المثليين، مع أعلى نسبة دعم عند 87% في محافظة ستوكهولم وأدنى نسبة دعم عند 58% في محافظة يونشوبينغ. وكانت هذه الموافقة العامة ثاني أعلى معدل موافقة شعبية لزواج المثليين في دول الاتحاد الأوروبي آنذاك.
في استطلاع آخر قامت بإجراءه يوجوف في الفترة ما بين 27 ديسمبر 2012 و 6 يناير 2013، وجد أن 79% من السويديين يدعمون زواج المثليين، فيما عارضه 14%، وكانت 7% لا رأي لها.
وجد استطلاع إبسوس في شهر مايو من عام 2013 أن 81% ممن شملهم الاستطلاع كانت مؤيدة لزواج المثليين ونسبة 9% الأخرى دعمت شكلاً آخراً من أشكال الاعتراف بالأزواج من نفس الجنس.
وجدت يوروباروميتر عام 2015 أن 90% من السويديين يعتقدون أنه ينبغي السماح بزواج المثليين في جميع أنحاء أوروبا، فيما كانت 7% ضد ذلك.
أظهر استطلاع أجراه مركز بيو للأبحاث خلال الفترة الممتدة ما بين أبريل وأغسطس من عام 2017 ونُشِرَ في مايو 2018، أن 88% من السويديين يؤيدون زواج المثليين، ونسبة 7% يعارضونه و 5% لا يعرفون أو يرفضون الإجابة. وعند تقسيم ممن شملهم الاستطلاع تبعاً للدين؛ فإن نسب تأيد حق زواج المثليين توزعت بنسبة 94% من الأشخاص الغير مرتبطين بأي دين، و 90% من المسيحيين الغير ممارسين للشعائر الدينية و 65% من المسيحيين المرتادين للكنائس. كانت نسبة معارضة زواج المثليين 5% فقط من قبل من هم في الفئة العمرية مابين 18-34.